# Mateus Uribe
Andrés Mateus Uribe Villa (Medellín, 1991. március 21. –) kolumbiai válogatott labdarúgó, a Porto játékosa.

## Pályafutása

### Klubcsapatban
A Deportivo Español, az Envigado, a Deportes Tolima és a Atlético Nacional csapatainak volt a tagja, valamint a mexikói Club América játékosa. 2019. augusztus 4-én aláírt a portugál Porto csapatához.

### A válogatottban
A felnőtt válogatott tagjaként a 2018-as labdarúgó-világbajnokságon és a 2019-es Copa Américán is részt vett.

## Statisztika
| Kolumbia | Kolumbia | Kolumbia |
| Év       | Mérk.    | Gólok    |
| -------- | -------- | -------- |
| 2017     | 5        | 0        |
| 2018     | 10       | 0        |
| 2019     | 6        | 2        |
| Összesen | 21       | 2        |

## Sikerei, díjai
- Atlético Nacional
  - Kolumbiai bajnok: Torneo Apertura 2017
  - Copa Colombia: 2016
  - Copa Libertadores: 2016
  - Recopa Sudamericana: 2017